# Олег (бронепалубный крейсер)
«Олег» — русский бронепалубный крейсер, последний из крейсеров типа «Богатырь». Строитель — старший судостроитель А. И. Мустафин. Корабль принимал участие в Цусимском сражении. Уцелел и интернировался в Маниле. Вернулся на Балтику. Участвовал в гражданской войне (десант в Гунгербурге 28 ноября 1918 года; подавление восстания на форту «Красная Горка» 13—15 июня 1919 года); входил в состав ДОТ (действующий отряд кораблей).

## Русско-Японская война
Во время Русско-Японской войны крейсер «Олег», в составе Второй Тихоокеанской эскадры, совершил трудное плавание из Кронштадта к берегам Японии. Крейсер возглавлял так называемый «отряд догоняющих судов» Добротворского, который пройдя по Средиземному морю и Суэцкому каналу присоединился к основным силам адмирала Рожественского на о. Мадагаскар. Только что спущенное на воду судно, имело много недоделок, вначале постоянно ломались машины, но позже показало в этом походе неплохие мореходные качества, давая при номинальной загрузке скорость до 23 узлов.
В ходе Цусимского сражения крейсер, вместе с бронепалубным крейсером «Аврора», героически отражал атаки двух отрядов японских крейсеров, защищая свои транспорты и более медленные крейсера старой постройки. Хорошая маневренность и преимущество в скорости позволили этим двум кораблям несколько часов вести бой с превосходящими силами противника. Однако к вечеру в течение короткого времени крейсер получил около 10 пробоин от японских броненосных крейсеров 1 класса «Ниссин» и «Касуга». На корабле начался пожар, образовался крен на правый борт до 15 градусов. Только хладнокровие и находчивость капитана Леонида Фёдоровича Добротворского позволили крейсеру уйти из зоны обстрела.
Утром, потеряв из вида остатки эскадры, «Олег», «Аврора» и примкнувший к ним крейсер «Жемчуг» решили идти в нейтральный порт — Манилу, где и были интернированы.
В результате боя «Олег» получил 12 пробоин, многие из которых располагались вблизи ватерлинии. При сильном волнении на море судно могло легко затонуть. Получили серьёзные повреждения и ходовые машины корабля. В бою погибло 13 членов экипажа, 31 человек был ранен.
В Маниле, разоружившись, крейсер произвел ремонт, и в марте 1906 вернулся на Балтику.

## Служба на Балтике
Большой резонанс имела история с посадкой корабля на камни в виду берега в 20 милях от Либавы 27 сентября 1908 года. Корабль так плотно сел на камни, что для его снятия пришлось задействовать более 10 буксиров и судов, включая ледокол «Ермак», выбросить за борт 3,7 тысяч пудов угля и сотни пудов провизии, выгрузить весь боезапас и значительное количество других запасов. В результате корабль удалось снять только к вечеру 4 октября. Оказались повреждены оба винта, в правом борту пробоина от 60 до 67 шпангоута, образовалось множество вмятин и вырванных заклёпок с затоплением ряда отсеков, в носовом котельном отделении сдвинуты с мест фундаменты котлов. Крейсер пришлось ставить в длительный ремонт.

## Гибель крейсера
При ликвидации восстания на форте «Красная горка» был задействован Красный Балтийский флот. В числе прочих кораблей в ликвидации принимал участие крейсер «Олег». Отряд кораблей, принимавших участие в ликвидации восстания, активно маневрировал в Финском и Копорском заливах, обстреливая форты «Красная горка» и «Серая лошадь». Англичане, чья эскадра находилась в Балтийском море и ставила своей целью уничтожение Балтийского флота, решили воспользоваться активностью кораблей, чтобы атаковать их:183—185.
В ночь с 17 на 18 июня, когда восстание уже было подавлено, крейсер «Олег» стоял на якоре в створе кронштадтских маяков. Крейсер охраняли сторожевые корабли, между которыми незамеченным к крейсеру приблизился быстроходный английский торпедный катер CMB 4 под командованием лейтенанта А. Эгара и выпустил торпеду, которая попала в крейсер в левый борт в районе кочегарки. Крейсер начал быстро крениться. Погасло освещение. Командир крейсера Н. Милашевич отдал приказ пробить боевую тревогу, но так как горнист отсутствовал, это не было выполнено:184. Был открыт огонь носовым плутонгом, стрельба велась, скорее всего, ныряющими снарядами, использовавшимися при отражении атак подводных лодок. Затопить цистерны правого борта для выравнивания крена не удалось, и через 12 минут крейсер «Олег» затонул. Погибло 5 членов команды, ещё пятеро были ранены. Огонь сторожевых кораблей и самого «Олега» торпедному катеру ущерба не нанёс.
Поднятые с крейсера «Олег» якоря в 1923 году установили на крейсер «Аврора», который потерял все якоря в 1919 году при тренировочном выходе в составе других кораблей на позиции для планированного затопления, чтобы преградить путь кораблям интервентов.

## Командиры крейсера
- хх.хх.1902—хх.хх.1904 — капитан 1-го ранга Лебедев, Иван Николаевич
- 19.04.1904—хх.хх.1907 — капитан 1-го ранга Добротворский, Леонид Фёдорович
  - январь 1906—март 1906 — капитан 2-го ранга Посохов, Сергей Андреевич
- 20.12.1907—01.12.1908 — капитан 1-го ранга Гирс, Александр Константинович
- 01.12.1908—хх.хх.1911 — капитан 1-го ранга Плансон, Константин Антонович
- 01.01.1912—14.09.1912 — Великий Князь Кирилл Владимирович
- 10.04.1913—хх.хх.1915 — капитан 1-го ранга Трухачёв, Пётр Львович
- 07.07.1915—26.11.1915 — Веселаго, Николай Николаевич
- хх.хх.1915—хх.хх.1917 — капитан 1-го ранга Полушкин, Александр Сергеевич
- хх.хх.1917—хх.хх.1917 — Поляков
- хх.хх.1917—хх.хх.1918 — военмор Салтанов, Алексей Васильевич
- хх.хх.хххх—18.06.1919 — Милашевич, Николай Григорьевич

## Однотипные корабли
- «Богатырь»
- «Очаков» (впоследствии «Кагул» и «Генерал Корнилов»)
- «Кагул» (впоследствии «Память Меркурия» и «Коминтерн»)
- «Витязь» (сгорел во время строительства)